# Kabikiejmy Dolne
Kabikiejmy Dolne (dawniej niem. Unter Kapkeim) – wieś w Polsce położona w województwie warmińsko-mazurskim, w powiecie olsztyńskim, w gminie Dobre Miasto. Miejscowość leży w pobliżu drogi krajowej nr 51. W latach 1975–1998 miejscowość administracyjnie należała do województwa olsztyńskiego. Wieś znajduje się w historycznym regionie Warmia.

## Historia
Wieś pruska, lokowana w 1280 r., kiedy to biskup warmiński Henryk Fleming zapisał kilku Prusom (Gaudino, jego bracia: Poburz, Cantune, Cawald i Argaldinus oraz ich stryj Scanthito) część staropruskiego pola osadniczego o nazwie Cabicaym, z obowiązkiem jednej, konnej służby zbrojnej oraz przekazania od każdego pługa miary pszenicy i żyta, a od każdej włoki – miary pszenicy. Ponadto zobowiązani byli dostarczyć raz w roku funt wosku o ciężarze 2 grzywien. Otrzymali ono ziemię nazywaną Spal, którą posiadał już wcześniej ojciec Gaudina i jego bracia.
W roku 1621 biskup warmiński Szymon Rudnicki zamienił z prawa pruskiego na prawo magdeburskie. W 1656 roku wieś miała 40 włók, zamieszkana była przez 10 wolnych i 10 służących. W 1688 było 9 wolnych, czterech dniówkarzy i jedna samotna kobieta. W 1817 roku we wsi było 21 domów oraz 114 mieszkańców. W 1946 r. we wsi było 26 domów z 173 mieszkańcami (w tym 172 katolików i 1 ewangelik). W 1858 roku w spisie odnotowano 25 domów i 195 mieszkańców (wszyscy katolicy). W 1871 r. w Kabikiejmach Dolnych było 28 domów, zamieszkanych przez 236 osób (13 ewangelików i 223 katolików).
W 1925 r. we wsi były 34 domy i 260 mieszkańców (wszyscy katolicy). W roku 1939 Kabikiejmy Dolne były zamieszkane przez 237 osób. Po zakończeniu II wojny światowej wieś zasiedlili autochtoni i przybysze z Wileńszczyzny. Po 1945 roku uruchomiono czteroklasową szkołę – po jej likwidacji dzieci zaczęły uczęszczać do placówki w Barcikowie. W 1968 roku miejscowość zelektryfikowano. W 1978 r. funkcjonowało 25 gospodarstw rolnych i mieszkało 195 osób. W 1984 r. w Kabikiejmach Dolnych były 23 gospodarstwa i 158 mieszkańców. W tym czasie w szkole uczyły się dzieci w klasach I-IV.
W 2010 r. w miejscowości było 158 osób, w tym 84 kobiety i 74 mężczyzn.

## Zabytki
Dwie przydrożne kapliczki.